# 底特律第一浸信会教堂
前底特律第一浸信会教堂（First Baptist Church）是一座有100年历史的教堂建筑，于1909年兴建于底特律伍德沃德大道（Woodward Avenue）8601号，由建筑师Guy J. Vinton设计，哥特复兴式。1982年列入国家史迹名录。现在是Peoples Community Church.
底特律第一浸信会成立于1827年10月20日。最初的教堂位于 Fort 街和Griswold街口，伍德沃德大道教堂兴建于1910年，由于信徒搬离市中心地区。二战以后，信徒人数减少，1957年教堂出售给the Peoples Community Church. 第一浸信会迁移到Southfield，在1965年新建教堂。